# Slava Ukraini
"Slava Ukraini" (em ucraniano:  Слава Україні!; em português: "Glória à Ucrânia!"), comumente seguido da resposta "Heroiam slava!" (em ucraniano:  Героям слава!; em português: "Glória aos Heróis!"),  é uma saudação nacional ucraniana. Apareceu no início do século XX em diferentes variações, quando se tornou extremamente popular entre os Ucranianos durante a Guerra de Independência da Ucrânia de 1917 a 1921. Em 2018 se tornou a saudação oficial das Forças Armadas da Ucrânia e em 2022 se tornou um símbolo de resistência durante a Invasão da Ucrânia pela Rússia em 2022.

## História

### Origens
Uma frase semelhante "glória da Ucrânia" (ucraniano: Слава Україні) tem sido utilizada pelo menos desde o tempo do proeminente escritor patriótico ucraniano Taras Shevchenko. No seu poema "To Osnovyanenko". ("До Основ'яненка"; 1840, na versão de 1860) Shevchenko escreveu:
| “ | O nosso pensamento, a nossa canção Não morrerá, não perecerá... Oh lá, povo, é a nossa glória, Glória da Ucrânia! | ” |

A primeira menção conhecida do slogan "Glória à Ucrânia"! com a resposta "Glória a toda a terra!" está associado ao ambiente da comunidade estudantil ucraniana de Carcóvia do final do século XIX - início do século XX.

### Século XX

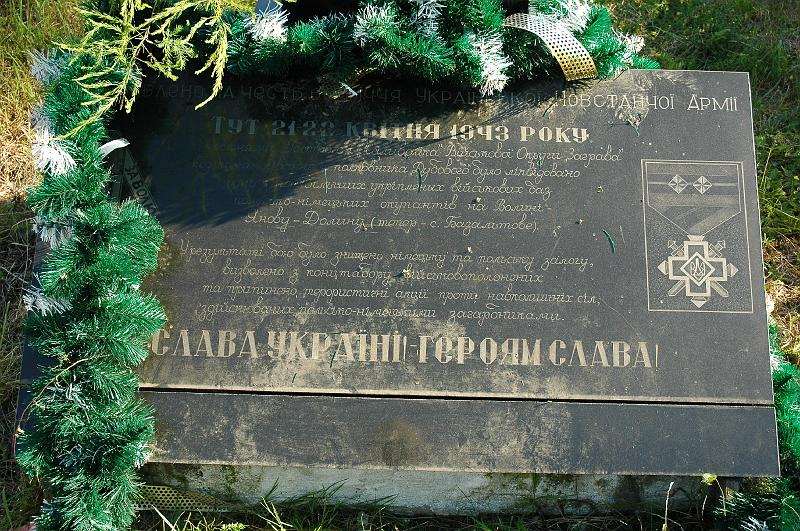
Monumento da Segunda Guerra Mundial em homenagem a UPA com a inscrição "Slava Ukraini".

A frase "Slava Ukraini"! (Glória à Ucrânia!) apareceu pela primeira vez em diferentes formações militares durante a Guerra de Independência da Ucrânia (de 1917 a 1921). Tornou-se parte do léxico dos nacionalistas ucranianos na década de 1920.
A resposta moderna "Heroiam slava!" (Glória aos heróis!) surgiu na década de 1930 entre os membros da Organização dos Nacionalistas Ucranianos (OUN) e do Exército Insurreto Ucraniano (UPA) que começaram a utilizar este slogan para comemorar os veteranos da Guerra Soviético-Ucraniana de 1918 a 1921, incluindo o líder do OUN Yevhen Konovalets. A saudação "Glória à Ucrânia! Glória aos heróis" tornou-se um slogan oficial da OUN-B de Stepan Bandera, que era alinha a Alemanha Nazista em Abril de 1941. Durante a Segunda Guerra Mundial, os nacionalistas ucranianos utilizaram-no frequentemente, juntamente de uma saudação romana.
"Slava Ukraini! Heroiam slava!" tornou-se muito popular nos anos 40 e 50, quando a força paramilitar OUN/UPA lutou com os nazistas contra o Exército Vermelho na Ucrânia Ocidental. "Slava Ukraini!" foi também utilizada pelos Cossacos Kuban desde pelo menos 1944 com o regresso do Exército Rebelde Cossaco que lutou com os nazistas na Frente Oriental.
No final da década de 1980 e início dos anos 1990, o slogan começou a ser ouvido em comícios e manifestações. Após a Ucrânia ter declarado a indepedência em 1991, a frase "Slava Ukraini!" tornou-se um slogan patriótico comum. Em 1995, o Presidente dos Estados Unidos Bill Clinton usou a frase no seu discurso em Kiev (juntamente com "Deus abençoe a América").

### Século XXI
A frase sofreu um ressurgimento em tempos recentes, tornando-se um refrão popular e proeminente durante a Revolução Ucraniana de 2014.
A 10 de Julho de 2018, os fãs ucranianos inundaram a página do Facebook da FIFA com mais de 158.000 comentários, a maioria dos quais dizendo "Slava Ukraini"!, depois de a FIFA ter multado o treinador assistente da Croácia por um vídeo em que este usou o mesmo slogan após a vitória da Croácia no Campeonato do Mundo. A Rússia alegou que o canto tem conotações ultranacionalistas, uma vez que foi popularizado por grupos da II Guerra Mundial, como a Organização dos Nacionalistas Ucranianos (OUN), que colaborou com os nazistas. A Federação de Futebol da Ucrânia disse numa declaração que ""Glória à Ucrânia" é uma saudação comumente usada na Ucrânia ... (e) não deve ser interpretado como um ato de agressão ou provocação".
A 9 de Agosto de 2018, o Presidente Petro Poroshenko anunciou que "Glória à Ucrânia" será a saudação oficial das Forças Armadas da Ucrânia, substituindo "Olá camaradas" (em ucraniano:  Вітаю товариші, transl. Vitayu tovaryshi). A saudação foi utilizada durante o Desfile do Dia da Independência da Ucrânia, a 24 de Agosto de 2018. O Parlamento da Ucrânia aprovou o projeto de lei do Presidente sobre este assunto (na sua primeira leitura) a 6 de Setembro e a 4 de Outubro de 2018. O Parlamento também fez da Glória à Ucrânia a saudação oficial da Polícia Nacional da Ucrânia.
Em 7 de Setembro de 2018, a Seleção Ucraniana de Futebol usou a frase nos seus uniformes, durante um jogo da Liga das Nações da UEFA com a República Checa. A frase foi considerada "demasiado política e militarista" pela UEFA, que ordenou à Associação Ucraniana de Futebol que a retirasse.

### Guerra entre Rússia e Ucrânia

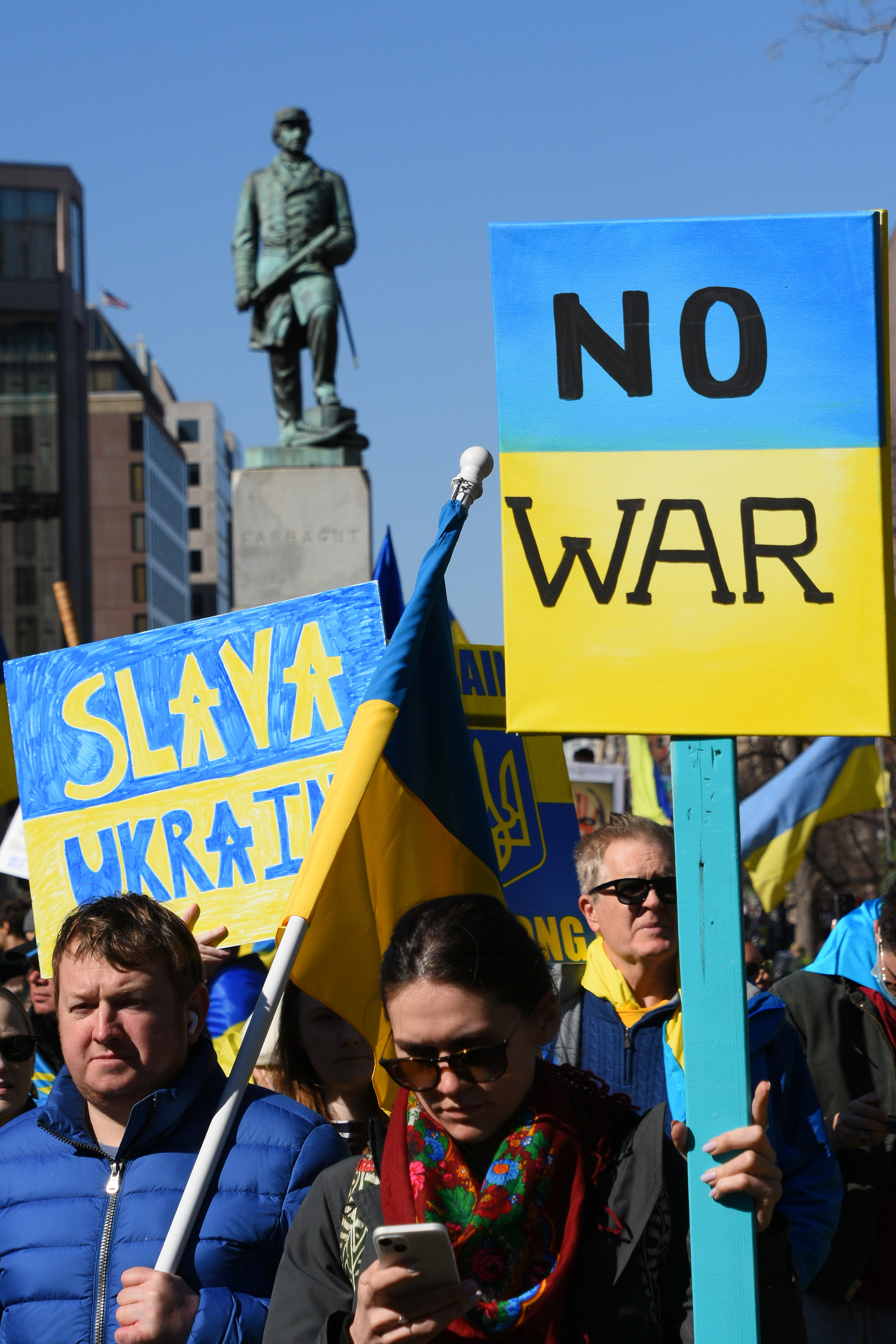
"Slava Ukraini" em um protesto anti-guerra em Washington, D.C.

A frase tornou-se muito usada entre os soldados ucranianos e os seus apoiantes durante a Guerra Russo-Ucraniana. Durante a Invasão da Ucrânia pela Rússia em 2022, o slogan foi utilizado mundialmente pelos manifestantes em solidariedade com a Ucrânia em todo o mundo, acompanhando várias exigências em relação às embaixadas russas e aos governos nacionais relevantes, tais como a exclusão da Rússia da SWIFT e o fechamento do espaço aéreo sobre a Ucrânia.

## Controvérsias
Na União Soviética, o slogan "Slava Ukraini!" foi proibido e desacreditado através de uma campanha de propaganda de décadas junto com os nacionalistas ucranianos da diáspora que o utilizavam. Foram apelidados de "nacionalistas burgueses ucranianos", "Banderitas", e "capangas nazistas" pelas autoridades soviéticas. A Rússia moderna seguiu a mesma tendência quando o slogan foi caracterizado como um slogan fascista, nomeadamente durante a Guerra Russo-Ucraniana.
Para além da fronteira da Europa, a canção "Glória a Hong Kong" inspirou-se no slogan para uso nos Protestos em Hong Kong em 2019–2020. Este foi recebido de forma extremamente negativa na China continental, com os chineses a acusarem a Ucrânia de se imiscuir nos assuntos de Hong Kong sob a ordem dos Estados Unidos, mas não foi censurado pelo Grande Firewall do governo chinês.